# Piedmont blues
Piedmont blues é uma das mais antigas formas de country blues. O country blues ou rural blues é o mais antigo estilo de blues, devido a este surgir das canções de trabalho nas fazendas. 

## História
Piedmont blues surgiu fora do delta após o delta blues ter  se espalhado pelo país, apesar de Memphis, que é do estado Tennessee ser cortado pelo rio Mississipi (raízes do delta). O estilo foi encontrado principalmente na região Piedmont, que fica entre as montanhas Apalaches ao oeste e planície costeira a leste, que se estende do sul ao norte de Atlanta para Washington DC. Musicalmente é influenciada pelo ragtime, música apalache e os shows ambulantes de medicina (traveling medicine shows). A influência ragtime tocado ao banjo e guitarra originou a técnica finger-picking, além da técnica das ‘’bandas de cordas’’ (string bands) da antiga música country. 

## Músicos pioneiros
Um dos principais nomes do piedmont blues é Blind Blake. Outros nomes importantes são; Blind Boy Fuller, Blind Willie McTell, Rev. Gary Davis, Sonny Terry, Etta Baker, Elizabeth Cotten e John Cephas and Phil Wiggins.